# Piramide di Ameny Qemau
Il complesso piramidale di Ameny Qemau era l'edificio ove fu sepolto il sovrano, vicino all'antico lago di Dahshur, (in arabo  دهشور ‎?, Dahshūr), uno degli ultimi complessi funerari con piramide ad essere costruito e che non fu comunque terminato, forse a causa di un regno di breve durata.
Fanno parte del complesso numerose mastabe anonime tutte risalenti all'Antico Regno.
La piramide fu scoperta nel gennaio del 1957 da Charles Arthur Musès durante una campagna americana di scavi ma la sua relazione non venne mai pubblicata e l'unica documentazione esistente è di Rinaldi e Maragioglio che pur effettuando un'esplorazione superficiale, nel 1959,  fornirono utili dati oggi non più disponibili per l'insabbiamento del complesso.

## Piramide
La piramide, Situata all'estremo sud della Necropoli di Dahshur, sorgeva sulla cima spianata di una collina, circondata da un ampio uadi nelle immediate adiacenze delle propaggini dell'altopiano libico.
La piramide non fu terminata e trasformata in mastaba già in fase iniziale di costruzione forse per la prematura scomparsa del sovrano ma resta di notevole interesse per il complesso sistema di chiusure e per l'architettura degli appartamenti.
Dalle scarse tracce costituite da trincee, muretti e fondazioni di rivestimento è possibile comprenderne la struttura composta da un nucleo in mattoni crudi rivestito di pietra, una discenderia di 14 metri terminante nello scavo del pozzo, appartamenti e camera funeraria. Parzialmente sono presenti anche i soffitti.
La trasformazione in mastaba portò la modifica di parte degli ambienti che seguendo la tipologia in uso nel Medio Regno furono realizzati con la forma del punto interrogativo squadrato e dislocati su vari livelli al fine di occultare il più possibile la presenza delle camere.
Per raggiungere questo scopo, il pavimento di un vano costituiva il soffitto del locale inferiore e questi vani sovrapposti denominati "camere di chiusura" erano realizzati per impedire la violazione della sepoltura da parte dei predatori di tombe.

## Camera funeraria
Posta all'estremità degli appartamenti, la camera funeraria, formata da un grande locale, si presenta articolata con un complesso meccanismo di chiusura e con la cripta, per il sarcofago ed i vasi canopi, scavata nella metà laterale del pavimento.
Dopo le esequie avveniva la chiusura definitiva della cripta per mezzo del coperchio del sarcofago che scivolando sulle apposite guide avrebbe costituito poi, con la superficie superiore, metà del pavimento della camera e formando quindi, con la parte fissa, tutta la pavimentazione del locale.

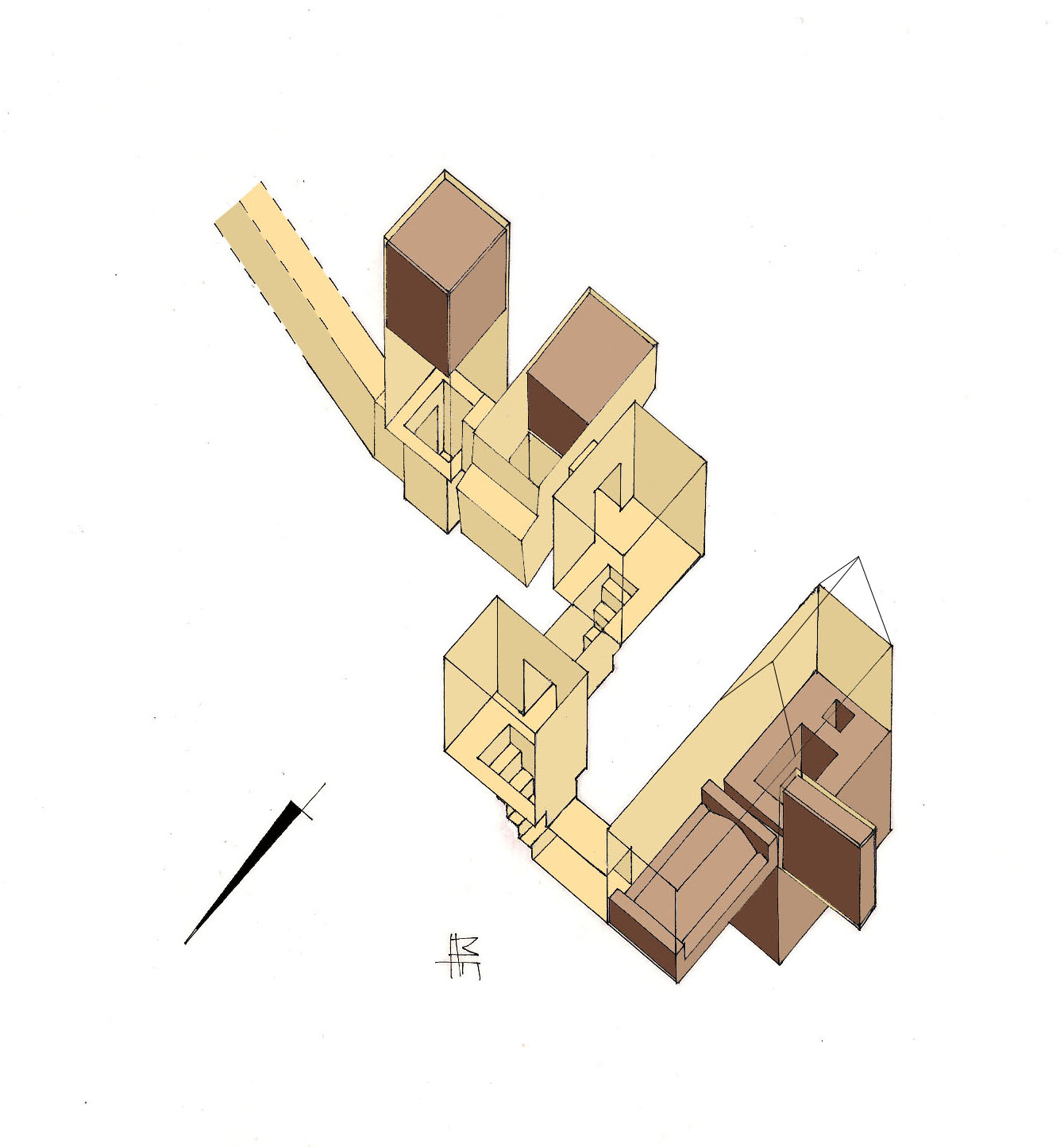
L'immagine mostra l'interno della piramide prima delle esequie con i varchi tra i vani aperti e con la cripta scoperta

Una saracinesca verticale, non più bloccata dal lastrone del coperchio scorrendo andava a dividere l'ampio locale in due parti formando un'anticamera di cui ne costituiva una parete in quarzite con lo spessore di cm. 80, lunga m. 3 ed alta 2,80 metri perfettamente conformata con le altre.
Ciò non impedì comunque ai profanatori di demolirla parzialmente.
La cripta di 4,50 per 2,20 metri conteneva il grande sarcofago litico con coperchio spesso 60 centimetri che fu ritrovato chiuso anche se parzialmente rotto dai violatori. Il feretro ligneo in esso contenuto ed i vasi canopi ritrovati da Musès sono attualmente al Museo del Cairo.

## Piramide accessoria
Non risultano ritrovati nel complesso resti di eventuali piramidi accessorie.

## Cortile e rampa processionale
Una zona ad est della piramide lascerebbe supporre che fosse una parte del cortile mentre la rampa processionale non risulta individuata né cercata.

## Tempio funerario
Ad oriente della piramide, il terreno cosparso di pietre testimonia la presenza di un tempio dedicato al culto del sovrano ma essendo i reperti molto scarsi non è possibile alcuna ipotesi ricostruttiva.

## Luogo di culto a nord
Alcune trincee lasciano presupporre che fosse presente la cappella settentrionale anche se la completa assenza dei muri farebbe ipotizzare che non fu edificato.